# دون ماسون
دون ماسون (بالإنجليزية: Don Masson)‏ (26 أغسطس 1946 في المملكة المتحدة - ) هو مدرب كرة قدم ولاعب كرة قدم بريطاني في مركز الوسط، شارك في كأس العالم 1978. وشارك مع منتخب اسكتلندا لكرة القدم. أما مع النوادي، فقد لعب مع ديربي كاونتي وكوينز بارك رينجرز ونادي ميدلزبره ونوتس كاونتي ومنيسوتا كيكس ‏ ونادي كيترينغ تاون ونادي بولوفا ‏.

## وصلات خارجية
- دون ماسون على موقع الاتحاد الدولي (مؤرشف)  (الإنجليزية)
- دون ماسون على موقع الاتحاد الإسكتلندي (الإنجليزية)
- دون ماسون على موقع قاعدة بيانات كرة القدم.إي يو (الإنجليزية)
- دون ماسون على موقع ناشيونال فوتبول تيمز (الإنجليزية)
- دون ماسون على موقع عالم كرة القدم.نت (الإنجليزية)